# Wowowee
Wowowee était un jeu télévisé diffusé aux Philippines, programmé du lundi au samedi sur le réseau ABS-CBN, et présenté par Willie Revillame. Depuis son lancement, ce jeu était très populaire dans tout l'archipel.